# Alessandro Dallago
Alessandro Dallago (Mezzocorona, 6 novembre 1986) è un ex pallamanista italiano.

## Carriera

### Inizi a Mezzocorona e primo periodo al Pressano
Inizia la sua carriera con il Mezzocorona, squadra della sua città. Gioca con continuità e si dimostra uno dei migliori marcatori, non solo della squadra ma anche del campionato cadetto.
A luglio 2011 passa ai rivali del Pressano, inizialmente con la formula del prestito, successivamente a titolo definitivo. Centra alla seconda stagione la finale playoff per lo Scudetto, poi persa contro Bozen.

### Bozen
Per la stagione 2014-15 e 2015-16 cambia casacca e si trasferisce in Alto Adige, al Bozen. Qui vince uno Scudetto, una Coppa Italia e una Supercoppa italiana.

### Il ritorno a Pressano
Dopo due anni, il 22 luglio 2016 viene ufficializzato il suo ritorno al Pressano. Guida la squadra giallonera ai primi trofei della propria storia, vincendo in pochi mesi la Coppa Italia e la Supercoppa italiana. Il 15 aprile 2023 appende le scarpe al chiodo, ritirandosi dopo aver raggiunto e superato le 1000 reti con la maglia giallonera. A novembre 2023 torna in campo per aiutare la squadra in crisi di risultati, relegata all'ultimo posto con un solo punto guadagnato in dieci giornate, facendo il suo esordio stagionale nella sconfitta per 33-31 contro il Bozen.

## Palmarès

### Club
- Campionato di Serie A: 1
2014-15

- Coppa Italia: 2
2015-16, 2017-18

- Supercoppa italiana: 2
2015, 2018

## Statistiche

### Presenze e reti nei club
Statistiche aggiornate al 4 maggio 2024.
| Stagione             | Squadra            | Campionato         | Campionato | Campionato | Coppe nazionali | Coppe nazionali | Coppe nazionali | Coppe continentali | Coppe continentali | Coppe continentali | Altre coppe | Altre coppe | Altre coppe | Totale | Totale |
| Stagione             | Squadra            | Comp               | Pres       | Reti       | Comp            | Pres            | Reti            | Comp               | Pres               | Reti               | Comp        | Pres        | Reti        | Pres   | Reti   |
| -------------------- | ------------------ | ------------------ | ---------- | ---------- | --------------- | --------------- | --------------- | ------------------ | ------------------ | ------------------ | ----------- | ----------- | ----------- | ------ | ------ |
| 2005-2006            | Mezzocorona        | A1                 | 18         | 71         | -               | -               | -               | -                  | -                  | -                  | -           | -           | -           | 18     | 71     |
| 2006-2007            | Mezzocorona        | A1                 | 22         | 103        | -               | -               | -               | -                  | -                  | -                  | -           | -           | -           | 22     | 103    |
| 2007-2008            | Mezzocorona        | A1                 | 21         | 123        | -               | -               | -               | -                  | -                  | -                  | -           | -           | -           | 21     | 123    |
| 2008-2009            | Mezzocorona        | A1                 | 20         | 57         | -               | -               | -               | -                  | -                  | -                  | -           | -           | -           | 20     | 57     |
| 2009-2010            | Mezzocorona        | A1                 | 22         | 153        | -               | -               | -               | -                  | -                  | -                  | -           | -           | -           | 22     | 153    |
| 2010-2011            | Mezzocorona        | A                  | 17         | 65         | CI              | 5               | 32              | -                  | -                  | -                  | -           | -           | -           | 22     | 97     |
| Totale Mezzocorona   | Totale Mezzocorona | Totale Mezzocorona | 120        | 572        |                 | 5               | 32              |                    | 0                  | 0                  |             | 0           | 0           | 125    | 604    |
| 2011-2012            | Pressano           | A                  | 25         | 86         | CI              | 4               | 8               | -                  | -                  | -                  | -           | -           | -           | 29     | 94     |
| 2012-2013            | Pressano           | A                  | 23         | 112        | -               | -               | -               | ChC                | 2                  | 9                  | -           | -           | -           | 25     | 121    |
| 2013-2014            | Pressano           | A                  | 26         | 82         | CI              | 3               | 11              | ChC                | 2                  | 4                  | -           | -           | -           | 31     | 97     |
| 2014-2015            | Bozen              | A                  | 26         | 93         | CI              | 3               | 6               | EHFCup             | 2                  | 2                  | -           | -           | -           | 31     | 101    |
| 2015-2016            | Bozen              | A                  | 26         | 69         | CI              | 3               | 12              | EHFCup             | 2                  | 5                  | SI          | 1           | 2           | 32     | 88     |
| Totale Bozen         | Totale Bozen       | Totale Bozen       | 52         | 162        |                 | 6               | 18              |                    | 4                  | 7                  |             | 1           | 2           | 63     | 189    |
| 2016-2017            | Pressano           | A                  | 28         | 124        | CI              | 3               | 17              | -                  | -                  | -                  | -           | -           | -           | 31     | 141    |
| 2017-2018            | Pressano           | A                  | 30         | 101        | CI              | 3               | 10              | -                  | -                  | -                  | -           | -           | -           | 38     | 111    |
| 2018-2019            | Pressano           | A                  | 30         | 132        | CI              | 3               | 15              | ChC                | 2                  | 5                  | SI          | 1           | 5           | 27     | 148    |
| 2019-2020            | Pressano           | A                  | 20         | 64         | CI              | 4               | 13              | -                  | -                  | -                  | -           | -           | -           | 24     | 77     |
| 2020-2021            | Pressano           | A                  | 21         | 75         | CI              | 3               | 14              | -                  | -                  | -                  | -           | -           | -           | 24     | 89     |
| 2021-2022            | Pressano           | A                  | 20         | 84         | CI              | 1               | 0               | -                  | -                  | -                  | -           | -           | -           | 21     | 84     |
| 2022-2023            | Pressano           | A                  | 24         | 54         | CI              | 1               | 2               | -                  | -                  | -                  | -           | -           | -           | 25     | 57     |
| nov. 2023- giu. 2024 | Pressano           | A                  | 7          | 11         | -               | -               | -               | -                  | -                  | -                  | -           | -           | -           | 7      | 11     |
| Totale Pressano      | Totale Pressano    | Totale Pressano    | 254        | 916        |                 | 25              | 90              |                    | 6                  | 18                 |             | 1           | 5           | 286    | 1028   |
| Totale carriera      | Totale carriera    | Totale carriera    | 426        | 1650       |                 | 36              | 140             |                    | 10                 | 25                 |             | 2           | 7           | 474    | 1822   |